# زبان‌های قفقازی شمال شرقی

زبان‌های شمال‌شرق قفقاز

زبان‌های قفقازی شمال‌شرقی که به نام‌های دیگری همچون زبان‌های کاسپین شمالی و زبان‌های ناخ-داغستانی نیز نامیده شده‌اند، یک خانوادهٔ زبانی هستند که در شمال خاوری قفقاز (داغستان، چچن و اینگوش) پراکندگی دارند. این خانوادهٔ زبانی همچنین در بخش‌هایی از جمهوری آذربایجان، ترکیه، گرجستان، اردن و برخی دیگر از کشورهای خاورمیانه گویشور دارد. جمعیت گویشوران این خانوادهٔ زبانی به ۵ میلیون نفر می‌رسد. از زبان‌های بزرگتر این خانواده زبان چچنی، آواری، لزگی، اینگوشی، لاکی و… هستند.